# Szürke szúnyogevő
A szürke szúnyogevő (Conopophaga ardesiaca) a madarak osztályának verébalakúak (Passeriformes) rendjébe és a szúnyogevőfélék (Conopophagidae) családjába tartozó faj.

## Rendszerezése
A fajt Alcide d’Orbigny francia természettudós és Frédéric de Lafresnaye francia ornitológus írta le 1837-ben.

## Alfajai
- Conopophaga ardesiaca ardesiaca Berlepsch & Stolzmann, 1906
- Conopophaga ardesiaca saturata d’Orbigny & Lafresnaye, 1837[2]

## Előfordulása
Az Andok keleti részén, Bolívia és Peru területén honos. Természetes élőhelyei a szubtrópusi és trópusi hegyi esőerdők. Állandó, nem vonuló faj.

## Megjelenése
Testhossza 14 centiméter. Tollazata barna és szürke.

## Életmódja
Ízeltlábúakkal táplálkozik.

## Természetvédelmi helyzete
Az elterjedési területe rendkívül nagy, egyedszáma viszont csökken, de még nem éri el a kritikus szintet. A Természetvédelmi Világszövetség Vörös listáján nem fenyegetett fajként szerepel.